# 568 Шерускія
568 Шерускія або Херускія (лат. Cheruskia) — астероїд головного поясу, відкритий 26 липня 1905 року німецьким асторономом Паулєм Ґьотцом у Гейдельберзі і названий ним на честь древньогерманського племені херусків.
Тіссеранів параметр щодо Юпітера — 3,198.